# 益南村
益南村（えきなんむら）は、熊本県の中部に位置していた村。

## 歴史
- 1955年4月1日 - 河江村、小野部田村が合併して発足。
- 1958年3月31日 - 小川町・海東村と合併し小川町が発足。

## 学校
- 益南村立河江小学校
- 益南村立小野部田小学校
- 小川町立益南中学校